# 戸田裕一
戸田 裕一（とだ ひろかず、1948年11月12日 - ）は日本の実業家、元社員コピーライター。元博報堂DYホールディングス取締役会長兼博報堂取締役会長、日本広告業協会副理事長。

## 人物
静岡県出身。静岡県立静岡高等学校、一橋大学社会学部卒業後、1972年博報堂入社。文学好きで、大学の卒業論文では梶井基次郎を扱った。村上春樹のファンでもあり、村上の『意味がなければスイングはない』を読みCDを10枚買ったという。
博報堂入社後はコピーやCFの企画・文案をする制作局を経て、入社15年目から経営企画室に所属。2003年には博報堂と大広、読売広告社の3社の経営統合の指揮にあたった。コピーライターとしては「自転車サイズの町」や「濡れたって、3分」というマンション広告のコピーや、サントリー「ブランデー、水で割ったら、アメリカン」、「深く、こく、やわらかい。」などの作品があり、広告業界の賞を数多く受賞した。
2006年、宮川智雄社長の指名を受け、博報堂、大広、読売広告社の持株会社である博報堂DYホールディングスの社長に就任。クリエイティブ出身の社長は、東海林隆に次ぎ2人目。
2010年意思決定迅速化のため経営体制の変更をし、子会社の博報堂社長を兼務。2017年から同社会長兼務。2019年から博報堂DYホールディングス会長兼最高経営責任者兼博報堂会長。2020年から同会長兼博報堂会長。日本広告業協会副理事長も務めた。
2025年同会長及び博報堂会長退任。

## 略歴
- 1972年4月 株式会社博報堂入社
- 1988年4月 同 第三制作局クリエイティブディレクター
- 1991年4月 同 第二制作局グループヘッド
- 1997年12月 同 経営管理本部経営企画室長代理
- 1998年12月 同 経営管理本部経営企画室長
- 2000年2月 同 役員待遇経営企画局長
- 2001年2月 同 取締役経営企画局長
- 2002年6月 同 取締役常務執行役員
- 2003年10月 株式会社博報堂DYホールディングス 常務取締役（統括担当（人事企画室、経営企画室担当））
- 2005年6月 同 専務取締役 兼 株式会社読売広告社 取締役[6]
- 2006年6月 同 代表取締役社長[6]
- 2007年4月 同 グループ戦略統括担当 兼任[6]
- 2009年4月 同 イノベーション創発センター担当 兼任[6]
- 2010年6月 同 代表取締役社長 兼 株式会社博報堂 代表取締役社長[6]
- 2017年4月 同 代表取締役社長 兼 株式会社博報堂 取締役会長[6]
- 2019年6月 同 代表取締役会長CEO[4]、公益財団法人博報堂教育財団理事長 理事長[6]
- 2020年4月 同 代表取締役会長
- 2021年6月 一般社団法人日本広告業協会 副理事長[5]
- 2022年6月 同 取締役会長[6]
- 2025年4月 株式会社博報堂 取締役会長退任。
- 2025年6月 同 取締役会長退任。
  - このほかに財団法人博報児童教育振興会評議員、株式会社デジタル・アドバタイジング・コンソーシアム取締役等も務める。

## 著作物
- 「レポート&インタビュー 戸田裕一(博報堂DYホールディングス社長) 統合ソリューションのパートナーになる」 経済界. 43(19) (通号 880) [2008.9.30]
- 「広告会社の新たな取り組み 博報堂DYグループ「エンゲージメント・リング」」 宣伝会議. (通号 729) [2007.11.15]
- 「インタビュー 博報堂DYホールディングス社長 戸田裕一 既存の広告市場の地固めをしながら、ネット関連や広告周辺領域の掘り起こしをしていきたい」 財界. 54(18) (通号 1368) [2006.9.12]
- 「座談会 広告が面白いから新聞を読む! (特集:新聞広告のクリエイティブ) 」（土屋耕一、高梨駿作他との共同著作物）日経広告手帖. 41(6) [1997.05]